# ثبت حقیقت
ثبت حقیقت نام فیلم مستند ۲۲ دقیقه‌ای از کاوه گلستان است که در دسامبر ۱۹۹۱ ساخته شد. موضوع این فیلم مشکلات سانسور در ایران است که به مصاحبه با چند روزنامه‌نگار، نویسنده و متفکر ایرانی در داخل و خارج از ایران می‌پردازد. پس از پخش از شبکه چهار «بی بی سی» انگلستان، نمایش این فیلم در ایران ممنوع و وی از کار محروم شد.

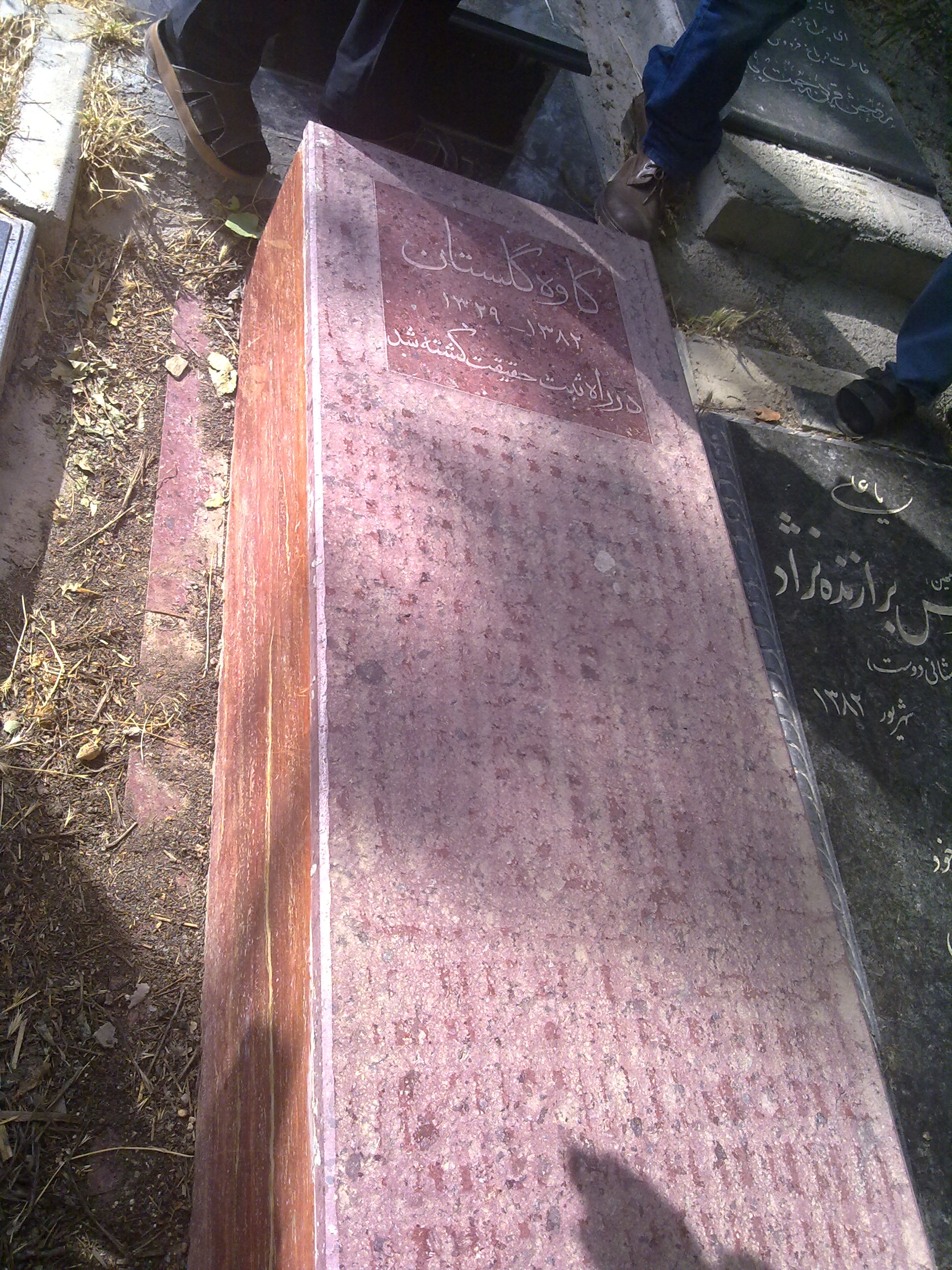
قبر کاوه گلستان در روستای افجه در لواسانات استان تهران. بر روی سنگ قبر نوشته شده: «در راه ثبت حقیقت کشته شد».